# Åkersberga (musikalbum)
Åkersberga är ett musikalbum från 1999 av den svenska gruppen Lustans Lakejer. Det var gruppens sjunde album och släpptes på skivbolaget Metronome efter 14 års paus. Albumet producerades av Jan Lundkvist.

## Låtlista
1. En kvinnokarls död (Kinde/Wolgers)
2. Kylan ligger över hela stan (Kinde)
3. Cynisk (Kinde/Wolgers)
4. För njutningen, för spänningen (Kinde)
5. Vackra djur gör fula saker (Kinde/Wilde)
6. Här & nu (Kinde)
7. Som en dröm (Kinde)
8. Begär har förgiftat mitt blod (Kinde)
9. En natt som denna natt (Kinde)
10. Samma gamla sång (Kinde)

Samtliga texter av Johan Kinde.